# Phyxioschema
Genre
Synonymes
- Afghanothele Roewer, 1960

Phyxioschema est un genre d'araignées mygalomorphes de la famille des Euagridae.

## Distribution
Les espèces de ce genre se rencontrent en Asie du Sud-Est et en Asie centrale.

## Liste des espèces
Selon World Spider Catalog (version 21.0, 22/06/2020) :
- Phyxioschema erawan Schwendinger, 2009
- Phyxioschema eripnastes Schwendinger, 2009
- Phyxioschema gedrosia Schwendinger & Zamani, 2018
- Phyxioschema huberi Schwendinger, 2009
- Phyxioschema raddei Simon, 1889
- Phyxioschema roxana Schwendinger & Zonstein, 2011
- Phyxioschema sayamense Schwendinger, 2009
- Phyxioschema spelaeum Schwendinger, 2009
- Phyxioschema suthepium Raven & Schwendinger, 1989

## Publication originale
- Simon, 1889 : Arachnidae transcaspicae ab ill. Dr. G. Radde, Dr. A. Walter et A. Conchin inventae (annis 1886-1887). Verhandlungen der kaiserlich-königlichen zoologisch-botanischen Gesellschaft in Wien, vol. 39, p. 373-386 (texte intégral).